# Лукас Веннегор оф Гесселінк
Лукас Веннегор оф Гесселінк (нід. Lucas Vennegoor of Hesselink; нар. 14 березня 2006) — нідерландський футболіст, нападник клубу «Твенте».

## Клубна кар'єра
Виступав за юнацьку команду «Квік 20», а 2016 року приєднався до академії «Твенте». 14 березня 2024 року підписав з клубом свій перший професіональний контракт, що розрахований до літа 2027 року.
12 січня 2025 року дебютував в основному складі «Твенте» в матчі Ередивізі проти клубу «Віллем II», вийшовши на заміну Рікі ван Волфсвінкелу.

## Кар'єра в збірній
Виступав за збірну Нідерландів до 19 років. В травні 2025 року потрапив в заявку збірної до 19 років на юнацький чемпіонат Європи в Румунії. На турнірі провів два матчі, відзначившись голом проти збірної Англії, а його команда вперше в історії стала переможцем чемпіонату Європи в цій віковій категорії.

## Особисте життя
Син колишнього нідерландського футболіста Яна Веннегора оф Гесселінка, відомого виступами за ПСВ та збірну Нідерландів.

## Статистика виступів
Станом на 10 серпня 2025 
| Клуб              | Сезон             | Чемпіонат         | Чемпіонат | Чемпіонат | Кубок | Кубок | Єврокубки | Єврокубки | Інші  | Інші | Всього | Всього |
| Клуб              | Сезон             | Дивізіон          | Матчі     | Голи      | Матчі | Голи  | Матчі     | Голи      | Матчі | Голи | Матчі  | Голи   |
| ----------------- | ----------------- | ----------------- | --------- | --------- | ----- | ----- | --------- | --------- | ----- | ---- | ------ | ------ |
| Твенте            | 2024–25           | Ередивізі         | 8         | 0         | 0     | 0     | 0         | 0         | —     | —    | 8      | 0      |
| Твенте            | 2025–26           | Ередивізі         | 1         | 0         | 0     | 0     | 0         | 0         | 0     | 0    | 1      | 0      |
| Всього за кар'єру | Всього за кар'єру | Всього за кар'єру | 9         | 0         | 0     | 0     | 0         | 0         | 0     | 0    | 9      | 0      |

## Досягнення
Збірна Нідерландів (до 19)
- Переможець юнацького чемпіонату Європи (до 19 років): 2025[14]